# Lagoa do Ouro
Lagoa do Ouro este un oraș în Pernambuco (PE), Brazilia.